# Castelo Craigston
O Castelo Craigston (em língua inglesa Craigston Castle) é um castelo localizado em  Aberdeenshire, Escócia.
Encontra-se classificado na categoria "A" do "listed building" desde 24 de novembro de 1972.